# اللجنة الاقتصادية والاجتماعية لآسيا والمحيط الهادئ
اللجنة الاقتصادية والاجتماعية لآسيا والمحيط الهادئ تهدف مكتبة اللجنة الاقتصادية والاجتماعية لآسيا والمحيط الهادئ إلى تجميع مجموعة من المقتنيات تتمركز حول التحديات الاقتصادية والاجتماعية التي تواجه منطقة آسيا والمحيط الهادئ. تضم منطقة اللجنة الاقتصادية والاجتماعية لآسيا والمحيط الهادئ دول شمال شرق آسيا، جنوب شرق آسيا، جنوب آسيا، وجنوب غرب آسيا والمحيط الهادئ. وتنسجم مجموعة المكتبة المتعلقة بالبلدان مع القضايا التي تهم الدول الأعضاء في اللجنة.
المكتبة هي مكتبة متخصصة يتم استخدامها من قبل المستخدمين من وخارج المكتبة ويسمح لبعض المجموعات من العامة استخدام المكتبة لفترات قصيرة.
تعمل المكتبة على تجميع المواد مثل الكتب والمراجع والدوريات والسلاسل والجرائد والأقراص المتراصة والوثائق. تتضمن المهام الرئيسية للمكتبة توفير إمكانية البحث، المواد التعليمية، وخدمات البحث الببليوغرافي والمرجعي. وتعتبر مجموعاتها من أقوى المجموعات في المجلات ذات العلاقة بالبرامج المختلفة لعمل سكرتارية اللجنة .

## الدول الأعضاء
- أفغانستان
- أرمينيا
- أستراليا
- أذربيجان
- بنغلاديش
- بوتان
- بروناي
- بورما
- كمبوديا
- الصين
- تيمور الشرقية
- فيجي
- فرنسا
- جورجيا
- الهند
- إندونيسيا
- إيران
- اليابان
- كازاخستان
- كيريباتي
- قيرغيزستان
- لاوس
- ماليزيا
- جزر المالديف
- جزر مارشال
- ولايات ميكرونيسيا المتحدة
- منغوليا
- ناورو
- النيبال
- هولندا
- نيوزيلندا
- كوريا الشمالية
- باكستان
- بالاو
- بابوا غينيا الجديدة
- فلبين
- روسيا
- ساموا
- سنغافورة
- جزر سليمان
- كوريا الجنوبية
- سريلانكا
- طاجيكستان
- تايلاند
- تونغا
- تركيا
- تركمانستان
- توفالو
- المملكة المتحدة
- الولايات المتحدة
- أوزبكستان
- فانواتو
- فيتنام

## الأعياد والمناسبات الرسمية
- 3 كانون الثاني/يناير
- 21 شباط/فبراير
- 23 شاط/فبراير
- 6 نيسان/أبريل
- 13 نيسان/أبريل
- 23 أيار/مايو
- 12 آب/أغسطس
- 4 تشرين الثاني/نوفمبر
- 5 كانون الأول/ديسمبر
- 26 كانون الأول/ديسمبر

## مجالات التخصص
آسيا والمحيط الهادئ (وتتضمن بلدان آسيا الوسطى)، العولمة، الحد من الفقر، القضايا الاجتماعية المستجدة، البيئة والتنمية المستدامة، تكنولوجيا الاتصال والفضاء، الإحصاءات، التجارة والاستثمار، النقل، السياحة والبنية التحتية